# راز میلتون
راز میلتون (انگلیسی: Milton's Secret) یک فیلم به کارگردانی بارنت بین است که در سال ۲۰۱۶ منتشر شد. از بازیگران آن می‌توان به دونالد ساترلند، میا کرشنر و میشل رودریگز اشاره کرد.